# Montanha Yucca

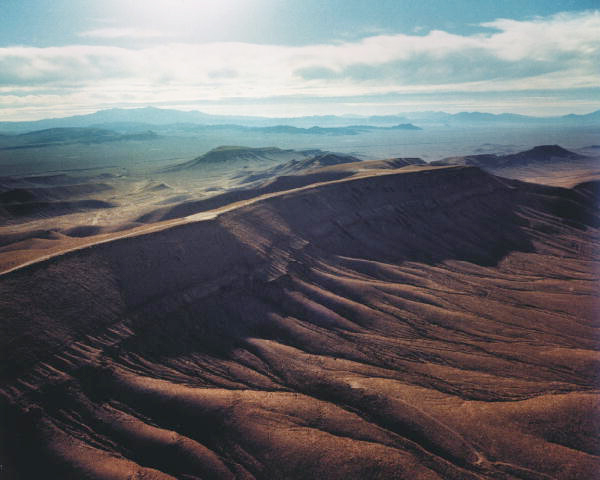
Montanha Yucca

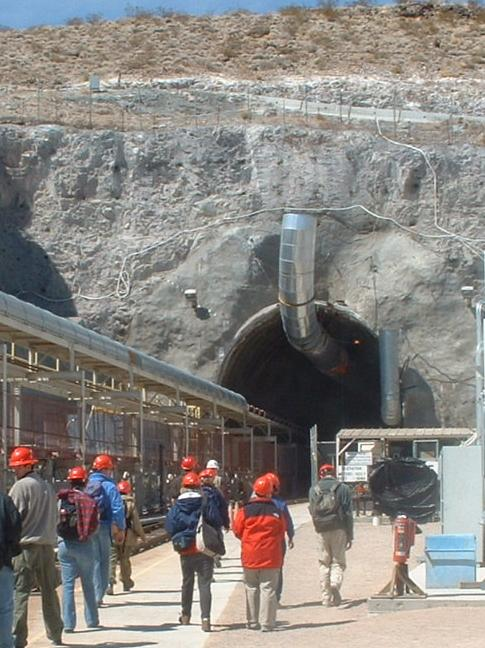
Entrada do túnel de armazenamento de lixo nuclear.

A montanha Yucca é uma área montanhosa localizada no estado de Nevada, nos EUA, e fica no deserto de Mojave, a aproximadamente 64 km a sudoeste de Groom Lake, nas proximidades da área 51, e a aproximadamente 140 km de Las Vegas.
A zona tem um projecto de armazenamento de resíduos radioactivos em camadas geológicas profundas, ou seja, um depósito nuclear. A sua construção tem sido objecto de muita polémica.